# Ken Scott (ator)
Ken Scott (Brooklyn, New York; 13 de outubro de 1928 - Los Angeles, California; 2 de dezembro de 1986) foi um ator estadunidense.

## Filmografia
- 1956 – Three Brave Men (Difamação de Um Homem)
- 1957 – The Way to the Gold (Herança de Um Forçado)
- 1957 – The Three Faces of Eve (As Três Faces de Eva)
- 1957 – Stopover Tokyo (Escala em Tóquio)
- 1958 – From Hell to Texas (Caçada Humana)
- 1958 – The Bravados  (Estigma da Crueldade)
- 1958 – The Fiend Who Walked the West (O Terror do Oeste)
- 1959 – Woman Obsessed (Meu Coração Tem Dois Amores)
- 1959 – This Earth Is Mine (O Vale das Paixões)
- 1959 – A Private's Affair (Recrutas e enxutas)
- 1959 – Five Gates to Hell (No Limiar do Inferno)
- 1959 – Beloved Infidel (O Ídolo de Cristal)
- 1960 – Desire in the Dust
- 1961 – The Fiercest Heart (Vitória de Bravos)
- 1961 – Pirates of Tortuga (Os Piratas de Tortuga)
- 1961 – The Second Time Around (Furacão de Saias)
- 1963 – Police Nurse
- 1964 – Raiders from Beneath the Sea
- 1965 – The Naked Brigade
- 1965 – The Murder Game
- 1966 – Fantastic Voyage (Viagem Fantástica)
- 1967 – The St. Valentine's Day Massacre
- 1968 – Psych-Out (Busca Alucinada)
- 1973 – The Roommates
- 1976 – The Gumball Rally
- 1983 – Double Exposure